# VZLU AEROSPACE

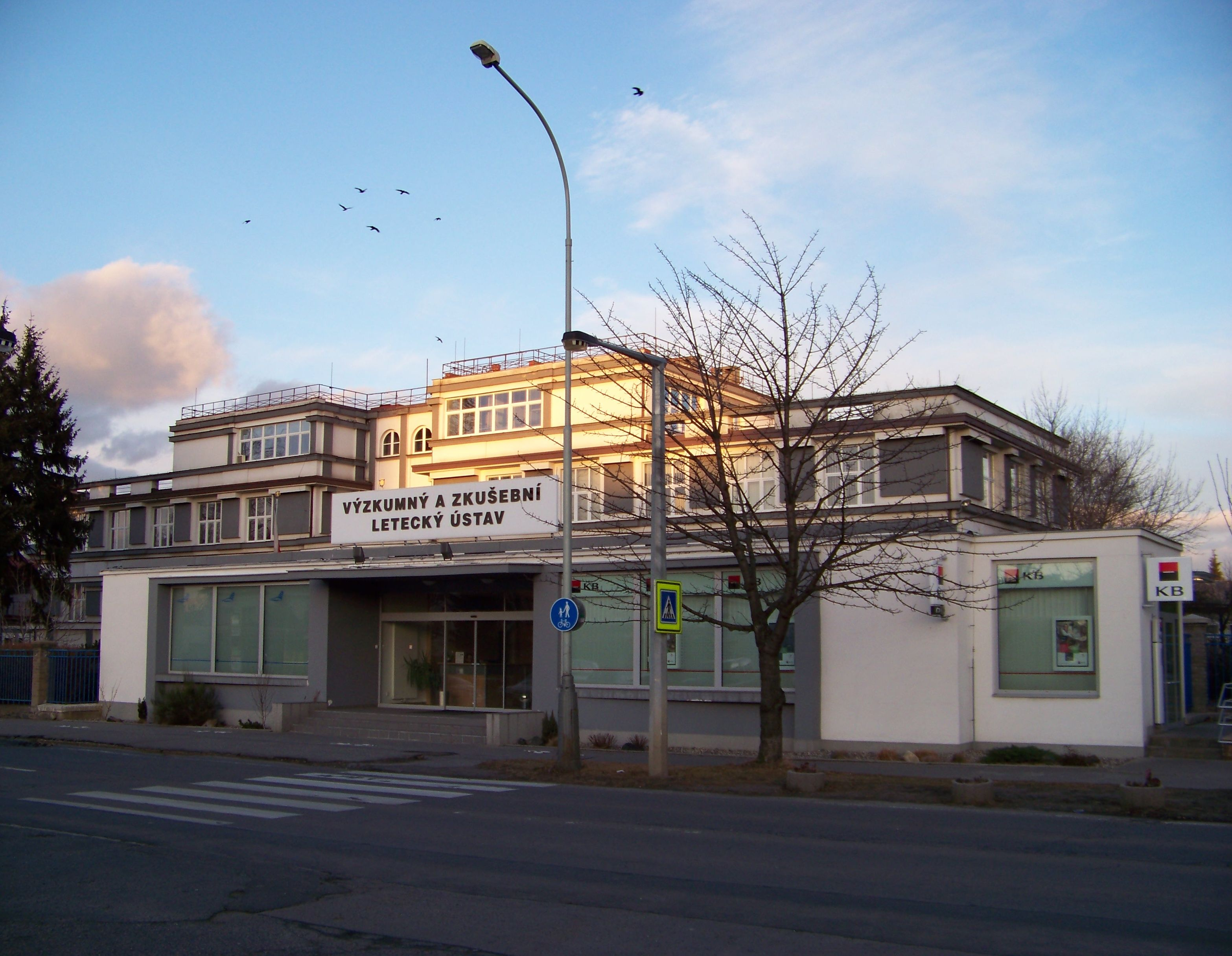
Hlavní budova VZLU AEROSPACE s vrátnicí

VZLU AEROSPACE je české národní centrum pro výzkum, vývoj, inovace a zkušebnictví pro letecký a kosmický průmysl. Vznikl v roce 1922 a je tak třetí nejstarší institucí svého druhu na světě. Úzce spolupracuje s odbornými organizacemi v Evropě. Mezi hlavní projekty současnosti patří například družice SATurnin-1 a AMBIC a QUVIK (Ambiciózní projekty Ministerstva dopravy ČR, pod záštitou ESA)  nebo vývoj autonomního bezpilotního létajícího prostředku s názvem MIYA.
Hlavní rozvíjené obory
- Aerodynamika
- Pevnost konstrukcí
- Akreditované zkušebnictví
- Letecké motory
- Vrtule a průmyslové ventilátory
- Kompozitní konstrukce
- Vývoj vědeckých přístrojů pro použití v kosmu
- Výroba modelů

## Historie VZLU AEROSPACE

### Vznik ústavu

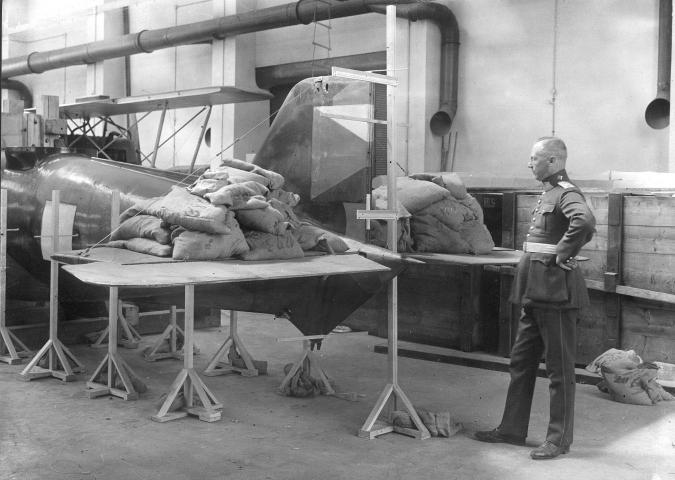
Zkoušky pevnosti ve VZLU AEROSPACE

Dnem 1. května 1922 byl ministerstvem obrany založen Vojenský vzduchoplavecký studijní ústav. Z výnosu 169 Věstníku čs. MNO ze dne 6. května 1922:
„Dnem 1. května 1922 zřizuje se Vzduchoplavecký studijní ústav. Tento ústav je samostatným vojenským ústavem. Složení ústavu, pravomoc, podřázení a stanovené počty personálu budou nařízeny zvláštním výnosem. Vedením přípravných prací pověřuje se kpt. Bucháček, doktor technických věd, vedoucí studijního referátu vzduchoplaveckého oddělení MNO. Čj. 296.293 vzduchopl. Ze dne 25.4.1922.“ 

Zkušebna letadel (pokusná letka) byla založena k 1. únoru 1923. Dne 1. prosince 1923 byl ústav přejmenován na Vojenský letecký ústav studijní (VLÚS). Zpočátku ústav sídlil v Praze na Pohořelci, odkud se v únoru 1923 přestěhoval do Střešovic. Teprve o 4 roky později byl přestěhován do Letňan, nedaleko tamního letiště a areálu Letovu, kde sídlí dodnes. V té době měl VLÚS 7 oddělení: aerodynamika, letadla a propulsory, motory, elektro a rádio zařízení, fotooptika, letecké zdravotnictví a meteorologie.
Činnost většiny oddělení byla zaměřována převážně na studijní a zkušební práce. Letecký odbor MNO pro svoje rozhodování požadoval různé rozbory, studie, posudky a dobrozdání. Kromě toho byly přezkušovány různé návrhy a vynálezy, o které měla zájem vojenská správa. Oddělení aerodynamiky mělo problémy s novým větrným tunelem o průměru 1,8 m, který byl dovezen z Francie. Tunel musel být nakonec přestavěn. První modely letadel a jejich částí pro Vojenskou továrnu na letadla a pro Aero se tam testovaly až v roce 1929. Oddělení letadel a propulsorů provádělo pevnostní zkoušky draků, řešilo další problémy pevnosti a tuhosti. Také vydávalo nařízení pro výrobu a řízení letadel, návrhy technických podmínek atd. V roce 1928 oddělení motorů provedlo první úplné zkoušky motorů; byly to Perun II s výkonem 240 koní na elektrické brzdě, Lorraine-Dietrich 12E s výkonem 450 koní na vodní brzdě a poté na vrtulové kryté brzdě.
ČSR nemělo dostatečné zdroje nafty, a proto se snažilo využít různých směsí kapalných uhlovodíků. Výsledkem výzkumně vývojové činnosti a spolupráce s průmyslem byla směs benzinu, benzolu a lihu. Zkoušky různého složení směsí byly konány nejprve na jednoválci Waukesha, poté na dlouhodobých zkouškách motoru na zemi a konečně i za letu.
Dne 21. května 1931 ústav navštívil prezident Tomáš Garrigue Masaryk, který byl velkým podporovatelem rozvoje letectví, společně s generálem Bláhou.
Začátkem 30. let 20. století díky hospodářské krizi začalo ministerstvo obrany šetřit. Proto se přistoupilo k reorganizaci a byl zřízen Vojenský technický a letecký ústav (VTLÚ). VTLÚ měl 4 divize. Nový název dosavadního VLÚS byl změněn na „VTLÚ II. Odbor“.
V roce 1936 začala výroba již zastaralých francouzských bombardérů Bloch MB.200 poháněných motory Walter K 14, vyráběných v licenci. V následujícím roce se začalo s licenční výrobou sovětských bombardérů SB-2 poháněných motory Avia Hispano-Suiza 12Y. V roce 1937 požádalo ministerstvo obrany ústav o účast při návrh a testování nových prototypů: bombardér Aero A-300, stíhačku Avia B-35, průzkumný letoun E-51 vyráběný ČKD Praha a Letov Š-50 (letoun pro pomocné úkoly).
V předválečných letech byl ústav zaměřen především na aerodynamiku a pevnostní výpočty. Byly zde zkoušeny letouny z továren Letov, Aero, Avia a Praga.

### Období 2. světové války
Dne 27. března 1939, pár dní po začátku okupace, byly všechny aktivity 2. divize VTLÚ zastaveny. Naštěstí byl celý letňanský ústav ponechán jako celek a byl začleněn pod ministerstvo školství. Na podzim 1939 ústav přešel pod správu DLV (Deutsche Versuchsanstalt fuer Luftfahrt Berlin-Adlershof čili Německý výzkumný ústav pro letectví) a byl řízen z Berlína jako pražská pobočka pod názvem „Flugtechnische Versuchsanstalt Prag (FVA)“. Ústav měl tři oddělení: 1) letadlové, 2) motorové a 3) výstroje. Postupně se měnila pracovní náplň ústavu, jelikož většina pracovníků českých konstrukčních kanceláří byla převedena pod společnost Junkers. Činnost ústavu byla v období druhé světové války prakticky zmrazena a jeho personál se zabýval pouze omezeným výzkumem pro firmy Arado a Siebel.
V roce 1942 ústav přešel pod správu ministerstva dopravy a technologií, což ale s sebou nepřineslo žádné organizační ani personální změny. Odborníci ústavu se učili pracovat s novými zařízeními, jako byly hydraulika, elektrické systémy, radiové a přístrojové vybavení atd. Navíc mohli studovat výzkumné zprávy DVL a získávali znalosti, které použili po válce, např. byly vypracovány směrnice pro metodiku ověřování letových vlastností.
Poválečné období bylo ve znamení kompetenčních sporů mezi ministerstvem techniky a ministerstvem národní obrany o tom, pod koho má ústav spadat. MT ho nazvalo Letecko-technický zkušební ústav, MNO - Letecký výzkumný ústav (LVÚ). Spor byl ukončen 30. června 1948, kdy ústav přešel do správy ministerstva obrany, a oficiálním názvem se stal Letecký výzkumný ústav.
V období 1945–1954 LVÚ pracoval převážně pro ministerstvo národní obrany na vývoji nových letadel. Byly postaveny nové laboratoře. V tomto období ústav rozšířil spolupráci na letecký průmysl a zahájil licencovanou výrobu sovětských letadel Iljušin Il-10 a MiG-15 a později i Jakovlev Jak-11. V roce 1953 se aerodynamika vysokých a nízkých rychlostí oddělila a vznikl Ústav pro výzkum letadel, nová civilní organizace. Koncem roku 1953 přešel ústav pod ministerstvo všeobecného strojírenství. Ústav dostal název Výzkumný a zkušební letecký ústav (VZLÚ) a jeho prvním ředitelem se stal František Horák.
Rokem 1954 začíná nová éra. Ústav nabral zaměstnance z výzkumných a vývojových oddělení průmyslových firem a stal se vědeckou a technickou základnou leteckých výrobců. Toto období trvalo 4 roky. Hlavní náplní práce byly: víceúčelový letoun L-60 Brigadýr, sportovní L-40 Meta-Sokol a vrtulník HC-2. Cvičný pokračovací letoun TOM-8 byl prvním kompletně vyrobeným ve VZLU, poprvé vzlétl v 1956, avšak nedostal se do výroby. Největším úspěchem je bezpochyby proudový letoun L-29 Delfín navržený VZLU a poháněný motorem domácí výroby M-701. První prototyp vzlétl z Kbelského letiště 5. dubna 1959.

### Další vývoj
Od poloviny 60. let se ústav podílel na vývoji nových letounů L-39 Albatros, malého dopravního letounu L-410 a sportovních letounů. Pro většinu letadel byly vyvinuty nové letecké motory, vystřelovací sedadlo, vrtule a další systémy v úzké spolupráci s výrobními podniky. Z elektronických oborů nelze nevzpomenout první čs. letecký trenažér, kontrolně diagnostický systém, a v neposlední řadě elektronický palubní systém PES. Pro veškerá vyvíjená letadla byla ve VZLU realizována tunelová měření, velká část aerodynamických výpočtů, veškerá únavová a pevnostní měření, jejichž cílem bylo zvyšování jejich životnosti. VZLU hrál rovněž významnou roli při zavádění licenčních výrob sovětských letounů Iljušin Il-10, MiG-15 a Iljušin Il-14. Ve VZLU se rovněž prováděla měření a zkoušky neleteckých výrobků, jako jsou pozemní dopravní prostředky, stavby a stavební konstrukce.

### Plynojem na Palmovce vyhlášen kulturní památkou

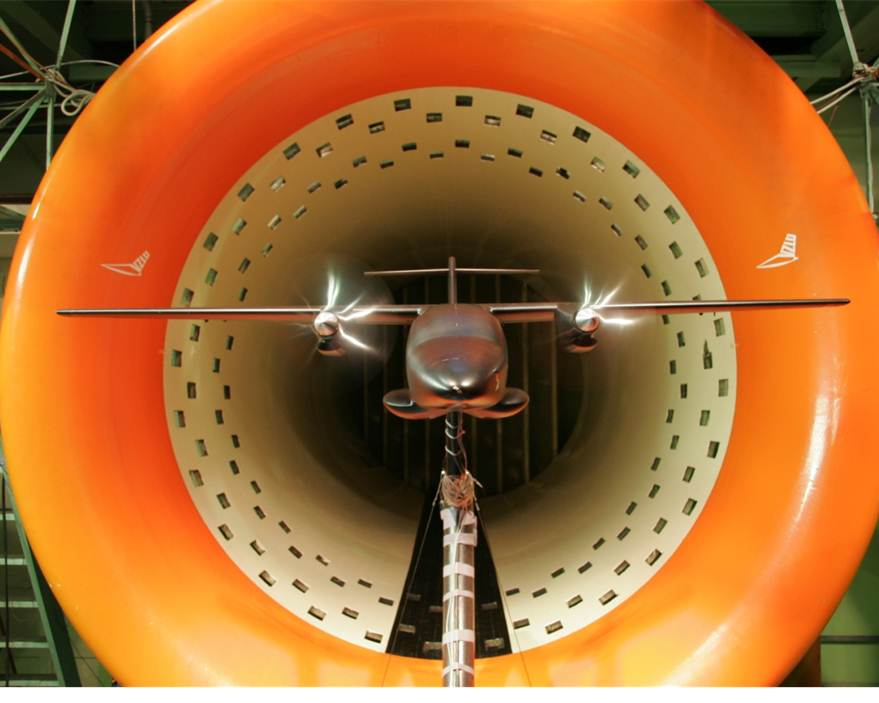
Ukázka měření v aerodynamickém tunelu VZLU AEROSPACE

Libeňský plynojem postavený v roce 1932 svému účelu sloužil pouhých deset let. V závěru druhé světové války byl zasažen střelbou z leteckého kanonu a tím bylo znemožněno jeho původní využití. Po válce prof. Ing. Dr. Peška napadlo využít válkou zničený plynojem pro vysokorychlostní větrný tunel. Návrhářské práce začaly v roce 1947, ale na opravu nebylo dostatek peněz. Ministerstvo obrany poskytlo potřebné finance a v roce 1949 byl plynojem předán LVÚ, který ho přeměnil na aerodynamický tunel vysokých rychlostí, který je dodnes největším zařízením tohoto typu na území bývalého Československa.
Libeňský plynojem byl v roce 2006 Národním památkovým ústavem vyhlášen kulturní památkou pod názvem Bývalý plynojem Pražské obecní plynárny v Praze 8 – Libni.
Aerodynamický tunel vysokých rychlostí slouží jako unikátní experimentální pracoviště k aerodynamickým zkouškám a výpočtům nejen letadel ale i lopatkových strojů a umožňuje simulovat fyzikální podmínky při vysokých rychlostech proudění, a to až do rychlosti 3,5 Machu. V září 2007 byl plynojem poprvé zpřístupněn v rámci Dnů evropského kulturního dědictví (návštěvnost byla přes 800 osob).

## Po roce 1989

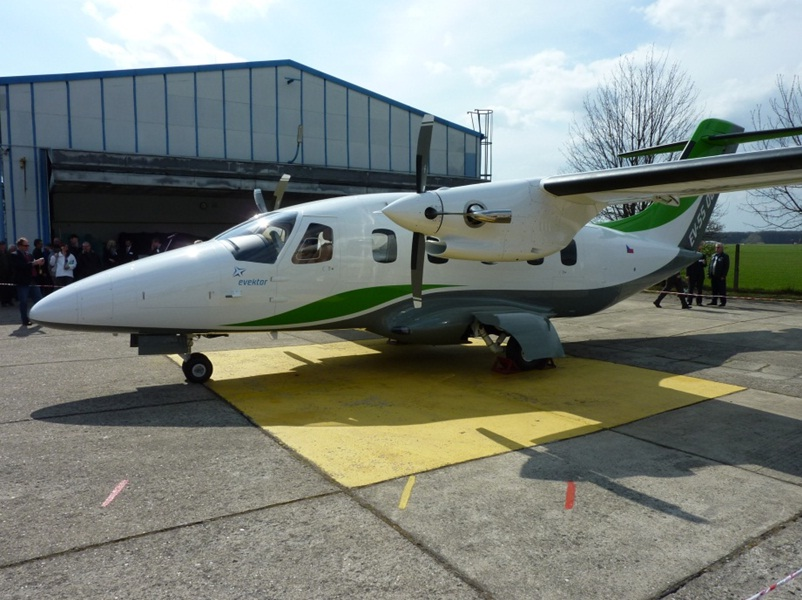
Letadlo Evektor EV-55

V roce 1988 byl VZLU AEROSPACE z rozhodnutí ministerstva hutnictví, strojírenství a elektrotechniky ČSSR zrušen bez likvidace a veškerá práva a závazky byly převedeny na státní podnik Aero, koncern československého leteckého průmyslu v Praze. V prosinci 1990 byl státní podnik Aero z rozhodnutí ministra vymazán z obchodního rejstříku a byla založena akciová společnost AERO a.s. Tato akciová společnost, rovněž v prosinci 1990, jednorázově založila akciovou společnost Výzkumný a zkušební letecký ústav a.s., do obchodního rejstříku byl zápis proveden 2. ledna 1991. Společnost Aero a.s. později (30. 4. 1994) změnila obchodní jméno na AERO HOLDING a.s.
Po roce 1989 musel ústav překonávat hospodářské potíže spojené s útlumem českého leteckého průmyslu v důsledku rozpadu Sovětského svazu a následného kolapsu východních trhů. VZLU AEROSPACE se aktivně zapojil do nových leteckých i jiných programů spočívajících zejména ve vývoji nového proudového a cvičného letounu L-159 ALCA. V civilní oblasti se ústav podílel na vývoji a zkouškách dopravního regionálního letounu L-610G a jednomotorového turbovrtulového letounu Ae-270.
Od roku 1993 se ústav velkou měrou účastní národních programů vědy a výzkumu vypisovaných ministerstvy ČR se zaměřením na podporu tuzemského průmyslu. Od roku 1999 se úspěšně účastní mezinárodních projektů podporovaných Evropskou unií, některé z mezinárodních projektů dokonce vede.
V letech 2004-2012 se účastní projektů souvisejících s vývojem letounu EV-55 vyvíjeného společnosti Evektor, přispívá také k modernizaci turbovrtulového letounu L410 společnosti Aircraft Industry a k vývoji letounu Corvus společnosti Wolfsberg Aircraft. VZLU se v posledních letech angažuje i v projektech mimo letectví. Na VZLU AEROSPACE se obracejí zákazníci z mnoha dalších oborů jako je energetika, stavebnictví, automotive, kosmonautika apod. VZLU AEROSPACE svými činnostmi podporuje vývoj nových výrobků významných strojírenských firem jako První brněnská strojírna Velká Bíteš, GE Aviation Czech, Honeywell, Aero Vodochody, Škoda Power - Doosan, Škoda Auto, Jihostroj, Unis, Fans, ZVVZ, Visteon-Autopal, aj.[zdroj?]
Výzkumné, vývojové a zkušební služby VZLU jsou hojně využívány i zahraničními subjekty. Velmi významná je spolupráce VZLU AEROSPACE se společnosti EADS-ASTRIUM v rámci projektu satelitu SWARM, do kterého VZLU AEROSPACE dodává unikátní vědecké přístroje – vysoce citlivé mikroakcelerometry. Projekt SWARM je financován Evropskou vesmírnou agenturou ESA.
Od 1. ledna 2025 se z Výzkumného a zkušebního leteckého ústavu (VZLÚ) stalo VZLU AEROSPACE.

## Družice
Nadnárodní centrum pro výzkum, vývoj, inovace a zkušebnictví pro letecký a kosmický průmysl se VZLU AEROSPACE podílí na vývoji družic, je jejich integrátorem. Jednou z vizí je vytvořit na oběžné dráze konstelaci družic. V současné době má na oběžné dráze družici VZLUSAT-2 a SATurnin-1.

### VZLUSAT-1

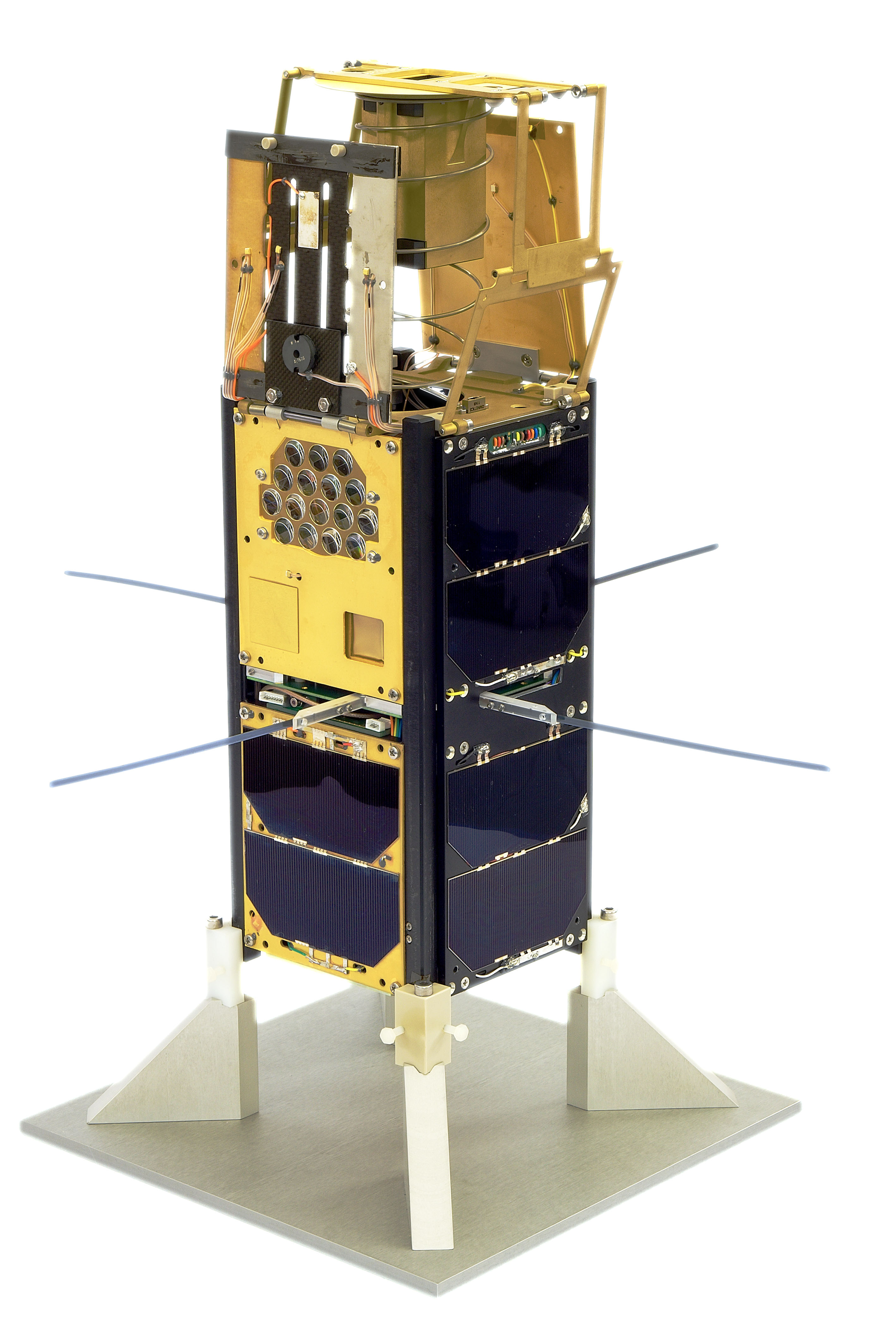
VZLUSAT-1

VZLUSAT-1 je technologická nanodružice vyrobená ve VZLÚ, která byla vynesena na oběžnou dráhu dne 23. června 2017 raketou ISRO PSLV-C38 z kosmodromu Šríharikota v rámci mezinárodní mise QB50. Životnost družice byla původně odhadována na jeden rok. Její systémy však poskytovaly vědecká a technologická data až do 6. června 2023, kdy po necelých šesti letech přestala komunikovat a shořela v atmosféře. Stala se tak nejdéle fungující družicí světa a nejdéle fungující českou družicí vůbec.

### VZLUSAT-2
VZLUSAT-2 je technologická nanodružice vyvinutá ve VZLU AEROSPACE. Jejím hlavním úkolem je ověřit technologie pro pozdější mise chystané české satelitní konstelace. VZLUSAT-2 je jedinou českou družicí, která je schopna pořizovat snímky Země ve vysokém rozlišení. Na oběžnou dráhu byla vynesena 13. ledna roku 2022 raketou Falcon 9 společnosti SpaceX v rámci sdílené mise Transporter-3.

### AMBIC (Ambicious Czech Satellite)
Mise vyvíjená pod záštitou ESA, jejímž cílem je poskytovat obrazová data území České republiky z vesmíru. Projekt počítá se širokým zapojením českého průmyslu až do stupně tzv. "full mission," v jehož rámci se partneři budou moci zapojit do vývoje, testování, vynesení a operování samotné družice a jejích subsystémů.

### QUVIK (Quick Ultra-Violet Kilonovae Surveyor)
Projekt vedený VZLU AEROSPACE, cílem je připravit první český vesmírný dalekohled. Ten bude mít za cíl sledovat srážky neutronových hvězd, případně neutronové hvězdy a černé díry. Dalekohled také umožní pozorování exoplanet, supernov, hvězdokup, záření z jader galaxií.

### VZLUGEM (Guardian Eyes Mission)
Mise VZLUGEM bude používat technologie pro lokalizaci a průzkum objektů ohrožujících kritickou infrastrukturu Země. Bude skládat ze dvou družic vyslaných současně. Jedna z nich bude představovat neznámý objekt, druhá má za úkol přiblížit se k ní a provést zadané úkoly. (Odtud „GEM“ (Guardian Eyes Mission) v názvu mise – odkaz na úkol sledování a ochranu oběžné dráhy. Současně jako začátek slova „gemini“ naznačuje, že že se k sobě budou družice přibližovat.)

### SATurnin-1
SATurnin-1 je česká družice určená ke snímkování povrchu Země. V době svého vypuštění se jednalo o největší a nejvyspělejší českou družici. Je pojmenována po fiktivním sluhovi Saturninovi, hlavní postavě stejnojmenného románu. První návrh sondy vzniknul v roce 2022, integrace sondy probíhala od roku 2023 do září 2024, načež byla v říjnu odeslána do Spojených států amerických. Výroba probíhala na zakázku Ministerstva obrany ve VZLU AEROSPACE, samotná integrace probíhala v pražských Letňanech.

## MIYA

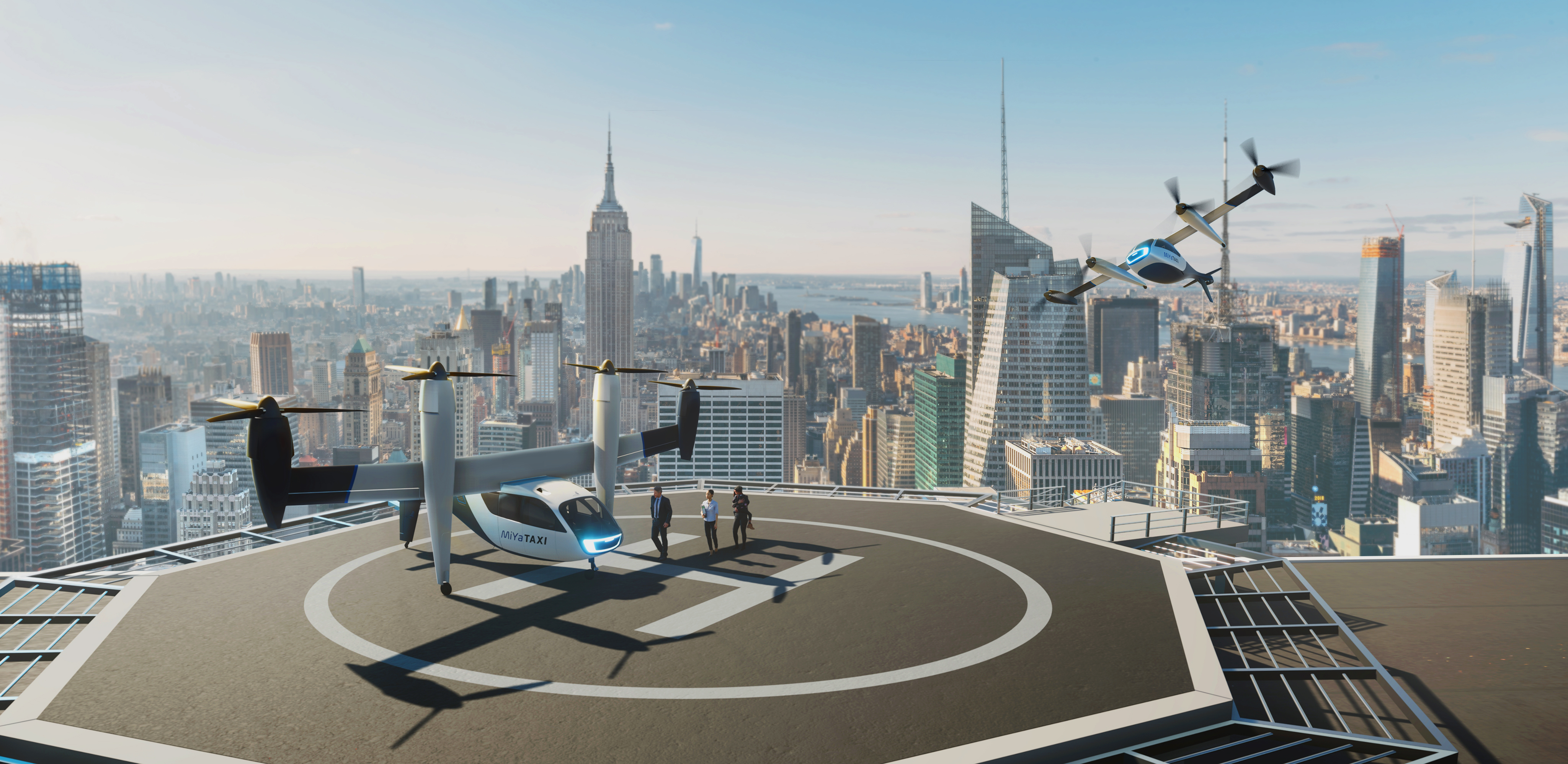
MIYA - aerotaxi

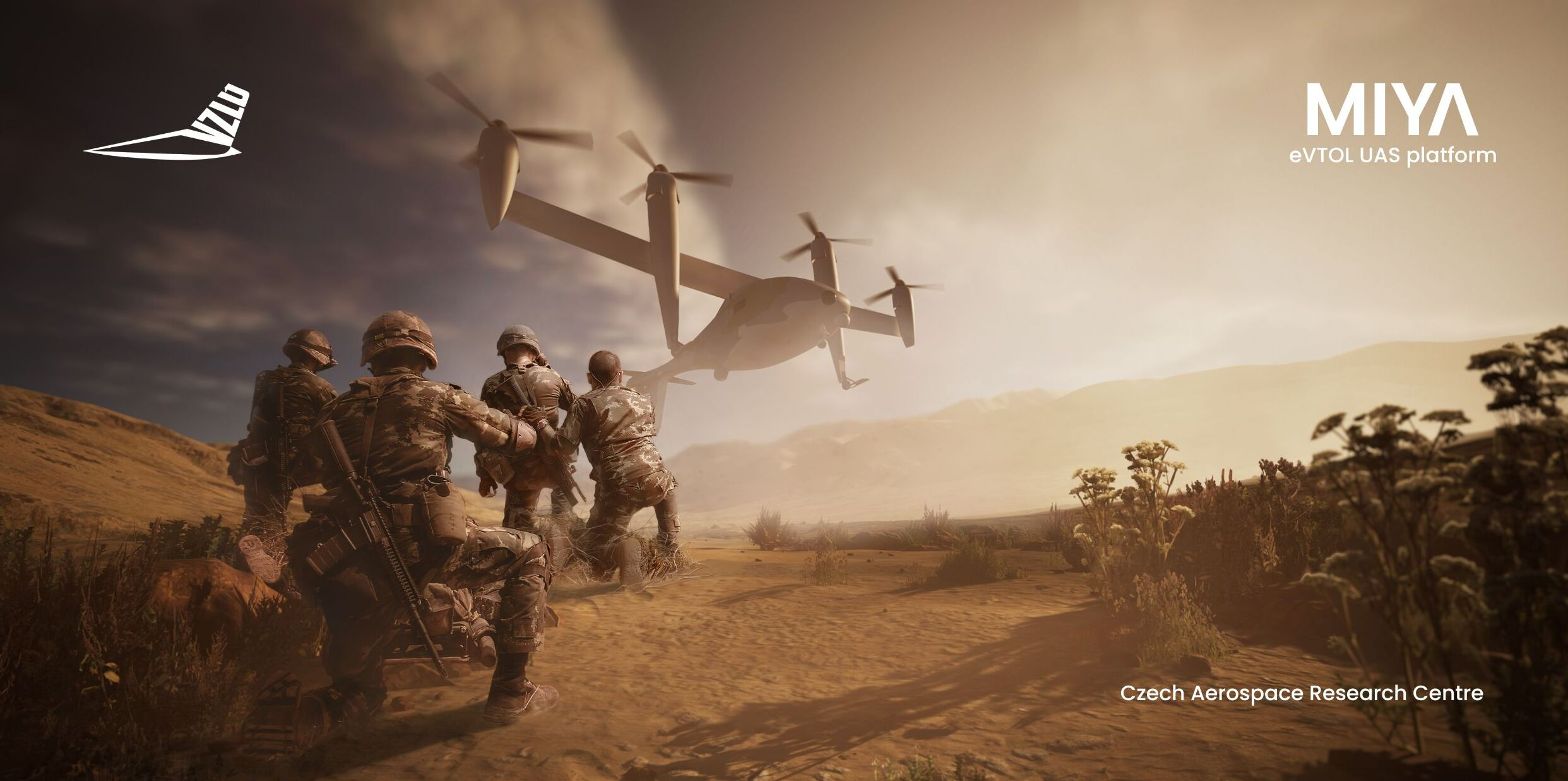
MIYA-DEFENSE

VZLÚ pracuje na vývoji autonomní leteckého prostředku s názvem MIYA. Letoun by měl být schopen svislého vzletu i přistání, při cestovní rychlosti 300 km/h. Má za cíl uvézt 400 kg nákladu nebo čtyři cestující a dopravit je až do vzdálenosti 300 km. Systém vznikající ve VZLU AEROSPACE je od počátku navrhován jako autonomní, proti konkurenčním projektům se vymezuje progresivní technologií překlápění křídla (tilt-wing).

## C3T
Při příležitosti oslav stého výročí založení otevřel VZLU AEROSPACE v rámci areálu v Praze - Letňanech novou budovu s názvem "C3T - Czech Centre for Competitive Technologies." VZLU AEROSPACE tak nahradil některé laboratoře a další experimentální pracoviště v již nevyhovujících prostorách. Budova ale slouží také inovačním firmám, které mají speciální požadavky na infrastrukturu, a to zejména v oborech zaměřených na kosmickou techniku. Budovu s užitnou plochou 6000 m2 provozuje akreditovaný Vědeckotechnický park VZLU, který je organizační složkou VZLU AEROSPACE.

## Členství v mezinárodních organizacích
VZLU AEROSPACE aktivně rozvíjí kontakty a spolupráci s univerzitami, výzkumnými organizacemi a průmyslem prostřednictvím národních i mezinárodních organizací.
AREANA (Aviation Research Ecosystem Advanced Novel Approach)
Projekt si klade za cíl reagovat na výzvu v rámci programu Horizon Europe a pracuje na třech vzájemně propojených programech. Zlepšit koordinaci programů financování letectví tím, že podpoří systém synergie mezi evropským, národním a regionálním výzkumem a inovací v oblasti letectví. Dále se připraví na projekt Aerodays 2025, v souvislosti s předsednictvím Polska v Radě Evropské unie. Projekt si také klade přímo za cíl podpořit analýzy a průzkum současného stavu výzkumu v oblasti vodíkových a elektrických leteckých technologií v Evropě, čímž přispěje k dosažení environmentálních cílů. 

## Seznam ředitelů VZLU AEROSPACE od roku 1954
| jméno                    | rok                        |
| ------------------------ | -------------------------- |
| František Horák          | 1. 8. 1954 – 31. 3. 1968   |
| Ing. Josef Sedláček      | 1. 2. 1968 – 30. 6. 1972   |
| Ing. Josef Havlíček      | 24. 5. 1972 – 31. 12. 1979 |
| Ing. Josef Kurz          | 1. 1. 1980 – 30. 9. 1984   |
| Ing. Josef Pokorný       | 1. 10. 1984 – 30. 6. 1990  |
| Ing. Zdeněk Pernica      | 1. 6. 1990 – 31. 1. 1992   |
| Ing. Milan Holl, CSc.    | 1. 4. 1992 – 31. 12. 2008  |
| Ing. Josef Kašpar, FEng. | od 1. 1. 2009              |